# Холланд, Ланселот
Ланселот Эрнест Холланд CB (англ. Lancelot Ernest Holland; 13 сентября 1887, Миддлтон-Чени, Барнаби — 24 мая 1941, Датский пролив) — вице-адмирал британского Королевского флота. Командовал британским отрядом в сражении в Датском проливе. Погиб на линейном крейсере «Худ», потопленном огнём немецкого линкора «Бисмарк».

## Биография

### До Первой мировой войны
Родился 13 сентября 1887 в английском местечке Миддлтон-Чени вблизи Барнаби. Один из семи детей врача, работавшего в фирме «Хант энд Эдмондс». Начал службу во флоте 15 мая 1902 года, поступив кадетом на учебный корабль «Британния». В сентябре 1903 года направлен на Китайскую станцию для службы на бронепалубном крейсере «Эклипс», позднее переведён на броненосный крейсер «Хэмпшир». Находился на Дальнем Востоке до августа 1905 года, вернулся в Англию. Летом 1908 года Холланд недолго служил на гидрографическом судне Адмиралтейства «Рисёрч». Гидрографическая работа пришлась Холланду не по душе и через три года молодой лейтенант смог перевестись в артиллерийское училище Королевского флота «Экселлент» на Уэйл-Айленд в Портсмуте. В училище Холланд прошёл «длинный курс» и по итогам учёбы ему была присвоена квалификация артиллерийского специалиста (англ. gunnery lieutenant, lieutenant (G)).
Позднее Холланд прошёл курсы стрельбы в Гринвиче и стал преподавателем в училище «Экселлент».

### Первая мировая и межвоенные годы
В годы Первой мировой войны Холланд преподавал в артиллерийском училище «Экселлент», 31 декабря 1919 года был произведён в коммандеры, а 30 июня 1926 года — в капитаны 2-го ранга. С мая 1929 по февраль 1931 года Холланд командовал тяжёлым крейсером «Хоукинс», бывшим в то время флагманским кораблём 2-й эскадры крейсеров. С мая 1931 по сентябрь 1932 года Холланд возглавлял Британскую военно-морскую миссию в Греции. В звании контр-адмирала — флаг-капитан на линейном корабле «Ревендж» с июля 1934 по июль 1935. В 1937 году — военный советник Георга VI. Произведён в вице-адмиралы и назначен командующим 2-й эскадрой линейных кораблей Атлантического флота, держал флаг на линейном корабле «Резольюшн», с августа 1939 года — командующий 3-й боевой эскадрой и представитель Адмиралтейства в Министерстве ВВС.

### Вторая мировая и гибель
С июля 1940 года, уже во время Второй мировой войны, Холланд командовал 7-й эскадрой крейсеров, неся службу в Средиземноморье. Командовал крейсерами в битве у мыса Спартивенто 27 ноября 1940. Коллегами расценивался как отличный специалист по стрельбе. Позднее он был переведён на должность командира эскадры линейных крейсеров, которых в Великобритании было всего три. Линейный крейсер классифицировался как капитальный корабль с тяжёлым вооружением, высокой скоростью и слабым бронированием (концепцию эту заложил адмирал сэр Джон Фишер ещё до начала Первой мировой), а его предназначением считался в первую очередь разведка и боевое охранение. Линейный крейсер был быстрее линкора и мощнее крейсера. Последним таковым в Великобритании был «Худ», переделанный уже на стапеле, с целью преодоления недостатков линейного крейсера — слабой защиты, что привело к росту размеров, и «Худ», при сохранении классификации, уже считался скорее линкором-крейсером, предшественником быстроходных линкоров 30-х годов. Это сделало его любимцем всего флота, гвоздём всех морских парадов, одновременно затруднив проведение модернизаций.
В мае 1941 года немецкий линкор «Бисмарк» при поддержке тяжёлого крейсера «Принц Ойген» получил приказ выйти в Северную Атлантику, чтобы развязать неограниченную войну против союзных конвоев в рамках операции «Рейнские учения» (нем. Unternehmen Rheinübung). «Худ» получил распоряжение перехватить и уничтожить немецкий линкор «Бисмарк», чей прорыв мог открыть возможности кригсмарине для атаки на конвои. Однако британскому крейсеру давно требовался немедленный ремонт, а именно укрепление палуб для защиты машинного отделения и склада боеприпасов. В 1938 году Адмиралтейство свернуло эти планы по модернизации, решив, что выводить даже временно из состава флота линейный крейсер смертельно опасно. Против трёх линейных крейсеров Великобритании были выставлены три карманных линкора Германии. Холланд поднял свой флаг на крейсере «Худ» и отправил его в погоню за «Бисмарком»: в помощь ему были отряжены линкор «Принц Уэльский» с десятью 14-дюймовыми орудиями (сравним с восемью 15-дюймовыми у «Худа» и «Бисмарка») и несколько эсминцев.
22 мая после полуночи эсминцы «Электра», «Ахатес», «Энтелоп», «Энтони», «Эхо» и «Икарус», сопровождавшие оба корабля, вышли из порта для прикрытия «Худа» и «Принца Уэльского» с севера. У последнего экипаж не был подготовлен в должной мере, а снабжение и ремонт корабля не были завершены до конца. Планировалось, что в Хвальфорде (Исландия) британцы пополнят запасы топлива и отправятся в Датский пролив. Вечером 23 мая погода ухудшилась, и Холланд сообщил эсминцам: «Если вы не можете сохранять эту скорость, мне придётся идти без вас. Вы должны следовать со своей лучшей скоростью». В 2:15 24 мая эсминцам приказали разделиться по интервалам в 15 миль, чтобы пробраться к северу.
Примерно в 5:35 британцы и немцы заметили друг друга. Завязалось сражение: историки считают, что Холланд не ошибался в выборе позиций и тактики, однако в 6:01 попадание снаряда с «Бисмарка» привело к взрыву боеприпасов на «Худе». Крейсер разломился пополам и пошёл ко дну. Из 1418 членов экипажа (включая адмирала) выжили лишь трое, один из которых, Тед Бриггс, сообщил, что Холланд не пытался покинуть тонущий корабль, оставаясь в своём адмиральском кресле на мостике. Холланд был посмертно упомянут в приказе. В том же бою пострадал и «Принц Уэльский» (снаряд попал в капитанский мостик, от взрыва погибла часть экипажа), но попадание «Принца Уэльского» в топливные цистерны «Бисмарка» привело к тому, что немецкий линкор вынужден был свернуть рейдерскую программу и отступить в сторону оккупированного французского побережья.

### Личная жизнь и память
- Супругу адмирала Холланда звали Филлис. В браке родился сын Джон, который умер в 1935 году в возрасте 18 лет от полиомиелита.
- Командор британского ордена Бани и греческого ордена Спасителя.
- Семья принадлежала к англиканской церкви, посещала церковь Иоанна Крестителя в Нью-Форесте, в Гэмпшире.
- У церкви был установлен памятник умершему Джону Холланду, в самом Нью-Форесте также установлена мемориальная часовня в честь экипажа крейсера «Худ», в которой проводятся ежегодные поминальные службы.
- В Банбери в честь адмирала назван паб «Адмирал Холланд» (англ. The Admiral Holland).